# Hieracium ornatilorum
Hieracium ornatilorum es una especie de planta con flor del género Hieracium, de la familia Asteraceae, orden Asterales.

## Distribución
Hieracium ornatilorum se distribuye por Inglaterra.

## Taxonomía
Fue descrita científicamente por Sell y C. West.